# Dasze (Podlachie)
 (août 2019).
Dasze (prononciation : [ˈdaʂɛ]) (ukrainien : Даші, Dashi ) est un village de la gmina de Kleszczele, se trouvant dans le powiat de Hajnówka de la voïvodie de Podlachie, au nord-est de la Pologne, proche de la frontière avec la Biélorussie. Il se trouve à environ 6 km au sud-ouest de Kleszczele, à 30 km au sud-ouest de Hajnówka et à 64 km au sud de la capitale régionale Białystok.